# جمال الدجاني
جمال الدجاني (بالإنجليزية: Jamal Dajani)‏ صحافي ومنتج فلسطيني-أمريكي. يعتبر جمال مؤسس مشارك لراديو حديث العرب. قبل ذلك شغل منصب نائب الرئيس لمؤسسة انترنيوز لمنطقة الشرق الأوسط وشمال أفريقيا.

## السيرة الذاتية
ولد في مدينة القدس لعائلة فلسطينية ذات شان، أكمل جمال دراساته الأولية في كلية Collège des Frères كما انتظم في جامعة كولومبيا في نيويورك حيث حصل هناك على درجة البكالوريوس في العلوم السياسية.
جمال الدجاني شغل منصب نائب المدير لمؤسسة انترنيوز في الشرق الأوسط وشمال أفريقيا، وهي مؤسسة غير ربحية تهدف لتمكين وسائل الإعلام المحلية من تقديم والأخبار والمعلومات للناس وإيصال اصواتهم وربطهم بالعالم. كما شغل أيضاً منصب نائب المدير لشبكة الاخبار العالمية Link TV الذي شارك في إنشاءها. قام أيضاً بإنتاج سلسة برامج موزاييك: اخبار العالم من الشرق الأوسط, الحائز على جائزة بيبودي. في عام 2006 م، قام بإطلاق برنامج تحليلي مرئي بث على Link TV ووزع على الإنترنت يحمل اسم موزاييك: تقرير الإستخبارات. عمل أيضا كمنتج ومحرر في عدة إنتاجيات تلفزيونية، من ضمنها العقول المحتلة(فلم وثائقي عن القضية الفلسطينية), من يتحدث باسم الإسلام؟, PBS عالم الحظ, و حرب الأفكار, حيث قام بتمثيل دور المستشار. قام أيضاً بتأليف كتاب ثورت الميديا العربية.
قام جمال بالظهور كضيف في عدة قنوات تلفزيونية ومحطات اذاعية، ويعتبر جمال مساهم برنامج ليسيننق بوست في قناة الجزيرة الإنجليزية. قام بنشر عدة مقالات عن الشرق الأوسط والمدونات بشكل منتظم في جريدة إلكترونية باسم ذا هفنقتون بوست. يعتبر أيضاً ضيف مشترك في حديث العرب على راديو KPOO, وشارك في مجلس إدارة نيوامريكان ميديا, منظمة اعلامية من عدة جنسيات في الولايات المتحدة.
عمل جمال في لجنة حقوق المهاجرين في سان فرانسيسكو في الفترة مابين (2005-2009), عمل أيضاً في لجنة حقوق الإنسان في سان فرانسيسكو في الفترة (2009-2011). كما عمل في منصب الرئيس لمدة سنتين من (2003-2004) في المركز الثقافي العربي في سان فرانسيسكو.

## الجوائز
- حصل على جائزة البيبودي في ذكراها ال64 لجهوده المتميزة في مجال إنتاج وبث الراديو والتلفزيون
- حصل على جائزة ويبي في ذكراها العاشرة
- ِACCC- جائزة خدمة المجتمع- 2005م
- جائزة نيو كاليفورنيا «باث بريكر» جائزة الإنجاز المميز -2003
- شهادة الشرف من مدينة ومقاطعة سان فرانسيسكو- 2010
- شهادة الشرف من لجنة حقوق المهاجرين في سان فرانسيسكو- 2009
- شهادة تقدير من مجلس الشيوخ في ولاية كاليفورنيا- 2009